# ASD Vigevano Calcio 1921
Associazione Sportiva Dilettantistica Vigevano Calcio 1921, zkráceně jen Vigevano je italský fotbalový klub hrající v sezóně 2023/24 v 7. italské fotbalové lize (Prima Categoria), sídlící ve městě Vigevano v regionu Lombardie.

## Změny názvu klubu
- 1921/22 – 1935/36 – GC Vigevanesi (Giovani Calciatori Vigevanesi)
- 1936/37 – 1978/79 – AC Vigevano (Associazione Calcio Vigevano)
- 1979/80 – 1992/93 – FC Vigevano 1979 (Football Club Vigevano 1979)
- 1993/94 – 2014/15 – Vigevano Calcio (Vigevano Calcio)
- 2015/16 – Pro Vigevano Suardese (Pro Vigevano Suardese)
- 2016/17 – FC Vigevano 1921 (Football Club Vigevano 1921)
- 2017/18 – ASD Vigevano Calcio 1921 (Associazione Sportiva Dilettantistica Vigevano Calcio 1921)

## Získané trofeje

### Vyhrané domácí soutěže
- 3. italská liga ( 2x )

1930/31, 1936/37
- 4. italská liga ( 2x )

1954/55, 1971/72

## Účast v ligách
| Úroveň soutěže | Název soutěže (nynější název) | První hraná sezona | Poslední hraná sezona | celkem odehraných sezon |
| -------------- | ----------------------------- | ------------------ | --------------------- | ----------------------- |
| 2              | Serie B                       | 1931/32            | 1958/59               | 11                      |
| 3              | Serie C                       | 1927/28            | 1975/76               | 19                      |
| 4              | Serie D                       | 1928/29            | 2010/11               | 32                      |